# Loves Me Not
Loves Me Not is een nummer van de Amerikaanse singer-songwriter Cris Cab uit 2014. Het is de derde single van zijn debuutalbum Where I Belong.
"Loves Me Not" was lang niet zo succesvol als de voorganger "Liar Liar". Alleen in Nederland en België werd het nummer een klein hitje met een 32e positie in de Nederlandse Top 40 en een 5e positie in de Vlaamse Tipparade.